# Jun-Muk Hwang
Jun-Muk Hwang (황준묵; 27 de outubro de 1963) é um matemático sulcoreano, especialista em geometria algébrica e geometria diferencial.

## Formação e carreira
Hwang obteve um doutorado em 1993 na Universidade Harvard, orientado por Yum-Tong Siu, com a tese Global nondeformability of the complex hyper quadric. É desde 1999 professor do Korea Institute for Advanced Study. Foi palestrante convidado do Congresso Internacional de Matemáticos em Madrid (2006: Rigidity of rational homogeneous spaces) e palestrante plenário do Congresso Internacional de Matemáticos em Seul (2014: Mori geometry meets Cartan geometry: Varieties of minimal rational tangents).

## Publicações selecionadas
- Nondeformability of the complex hyperquadric.  Invent. Math. 120 (1995), no. 2, 317–338.
- com Ngaiming Mok:  Unirulated projective manifolds with irreducible reductive G-structures.  J. Reine Angew. Math. 490 (1997), 55-64.
- com Ngaiming Mok:  Rigidity of irreducible Hermitian symmetric spaces of the compact type under Kähler deformation.  Invent. Math. 131 (1998), no. 2, 393–418.
- com Ngaiming Mok:  Holomorphic maps from rationally homogeneous spaces of Picard number 1 onto projective manifolds.  Invent. Math. 136 (1999), no. 1, 209–231.
- com Ngaiming Mok:  Finite morphisms on Fano manifolds of Picard number 1 which have rational curves with trivial normal bundles.  J. Algebraic Geom. 12 (2003), no. 4, 627–651.
- com Ngaiming Mok:  Birationality of the tangent map for minimal rational curves.  Asian J. Math. 8 (2004), no. 1, 51–63.
- com Ngaiming Mok:  Prolongations of infinitesimal linear automorphisms of projective varieties and rigidity of rational homogeneous spaces of Picard number 1 under Kähler deformation.  Invent. Math. 160 (2005), no. 3, 591–645.
- Base manifolds for fibrations of projective irreducible symplectic manifolds.  Invent. Math. 174 (2008), no. 3, 625-644.
- com Baohua Fu:  Classification of non-degenerate projective varieties with non-zero extension and application to target rigidity.  Invent. Math. 189 (2012), no. 2, 457–513.
- com Richard M. Weiss: 'Webs of Lagrangian tori in projective symplectic manifolds', Invent. Math. 192 (2013), no. 1, 83–109.
- Geometry of webs of algebraic curves, Duke Math. J. 166 (2017), no. 3, 495-536.
- An application of Cartan’s equivalence method to Hirschowitz’s conjecture on the formal principle, Ann. Math. (2) 189 (2019), no. 3, 979-1000.